# کرستی کاونتری
کرستی کاونتری (به انگلیسی: Kirsty Coventry) (زادهٔ ۱۶ سپتامبر ۱۹۸۳) شناگر اهل زیمبابوه و یک سیاستمدار، مدیر ورزشی و شناگر بازنشسته رقابتی است. او دهمین رئیس کمیته بین‌المللی المپیک در ژوئن ۲۰۲۵ خواهد بود، وی اولین زن زیمبابوه‌ای و اولین آفریقایی است که به این سمت انتخاب می‌شود و جایگزین توماس باخ می‌شود. کاونتری از سپتامبر ۲۰۱۸ تا مارس ۲۰۲۴ به عنوان وزیر جوانان، ورزش، هنر و تفریح در کابینه زیمبابوه خدمت کرد. او که سابقاً شناگر المپیک و رکورددار جهانی است، پرافتخارترین قهرمان المپیک از آفریقا است.